# Armoracia
Armoracia és un gènere de plantes angiospermes de la família de les brassicàcies.

## Distribució
Les poques espècies d'aquest gènere es troben a l'hemisferi nord, són natives del sud d'Europa de l'est i del nord d'Àsia, però ahn estat introduïdes a gairebé tot Europa i gran part dels Estats Units d'Amèrica i del Canadà.

## Taxonomia
Dins d'aquest gènere es reconeixen les següents tres espècies:
- Armoracia macrocarpa (Waldst. & Kit.) Kit. ex Baumg.
- Armoracia rusticana G.Gaertn., B.Mey. & Scherb.
- Armoracia sisymbrioides (DC.) Cajander

### Sinònims
El següent nom científic és un sinònim d'Armoracia:
- Raphanis Dodoens ex Moench